# Distribuidora de Industrias Nacionales
Distribuidora de Industrias Nacionales, más conocida como Din S.A., fue una cadena chilena de tiendas especializadas en productos para el hogar, creada en 1914, y con más de 100 sucursales a lo largo de Chile. En 2008 se fusionó con su competencia ABC, transformándose en Abcdin.

## Historia
En 1914, don Segundo Gómez crea la Casa Gómez, una paquetería, en la ciudad de Antofagasta. Al año siguiente abre una sucursal en Arica, y ahora con mayor variedad, con productos dedicados al hogar.
Durante la primera mitad del siglo XX, la cadena se expandió solo por el norte del Chile, expandiéndose recién en 1970 a Santiago y otras ciudades del centro y sur del país. En 1975, tal como lo habían hecho sus competidoras, Casa Gómez lanza su crédito directo. A los años después, en 1978, Casa Gómez es renombrada Din S.A. (acrónimo de Distribuidora de Industrias Nacionales S.A.), y su tarjeta de crédito pasa a convertirse en la Tarjeta Din, ahora con la capacidad de prestar a sus clientes crédito en cuotas mensuales.
En 1980 se convierte en Sociedad Anónima Cerrada, y posteriormente en 1995 es adquirida por el grupo empresarial Yaconi-Santa Cruz.
En 1996, con esta nueva administración, Din comienza su plan de expansión nacional, llegando a tener más de 80 tiendas en 2000, cosa que logra, esto implica la apertura de tiendas en pequeñas y medianas ciudades del país, abriendo tiendas en ciudades como Melipilla, Linares y Santa Cruz. En julio de 2001, absorbe a la cadena de tiendas Equs, encargada de venta de electrodomésticos, dejando a Din como Nº1 en este segmento, dejando atrás a ABC de Empresas Copec.
En 2001, como una estrategia copiada de sus competidores, se abre a comercios asociados la Tarjeta Din, rebautizándola como "Tarjeta Multicompra Din".
En noviembre de 2003, debido a la apertura de nuevos servicios (Créditos Personales, Corredora de Seguros, Corredora de Viajes, entre otros), se cambia la imagen corporativa de la empresa, y se añade el eslogan Dedicados a usted, conjunto con esto, se inicia la remodelación de sus tiendas y nuevas aperturas de estas, llegando a tener en 2007 más de 100 puntos de venta a lo largo y ancho de Chile.
El 1 de abril de 2005, el grupo Yaconi-Santa Cruz ladquiere la cadena de tiendas ABC a Empresas Copec, y en abril de 2006 la "fusiona" con Din, especialmente en el ámbito Tarjetas de Crédito, usando el mismo sistema crediticio en conjunto.
En julio de 2008, Distribuidora de Industrias Nacionales S.A. deja de utilizar la marca Din de sus tiendas, para dar inicio a Abcdin, resultado de la fusión de ABC y Din, la cual se enmarca en su proceso de unificación de las sociedades de venta y financiamiento de Din y ABC, con una amplia campaña masiva y la incorporación de un nuevo rostro a la fusionada tienda, Stefan Kramer.
Ya antes de su fusión con ABC, se podría decir que Din poseía el monopolio en la venta de artículos eléctricos para el hogar, debido a que ha absorbido a las cadenas Equs (2001) y la ya mencionada ABC (2005), quedando sin competencia directa, a esto se suma la quiebra en 2005 de CMPrat (Comercial Prat S.A., competencia directa de la I a la VI Región), pero cada vez las cadenas de tiendas por departamentos le juegan una competencia más fuerte, gracias a la mejor calidad ofrecida, los precios más bajos y una tarjeta de crédito propia más económica, como el caso de París, Falabella, Ripley y La Polar.

## Tarjeta Multicompra Din
Nace en 1975 como una opción de crédito para los clientes de Casa Gómez y es renombrada "Tarjeta Din" con el cambio de nombre de Casa Gómez por Din en 1978.
La Tarjeta Din se ha caracterizado desde su creación por entregar crédito principalmente a los estratos sociales medios y bajos de la sociedad chilena, en sectores en donde la penetración de otras tarjetas (por sus exigencias salariales) es casi nula.
En abril de 2006, fusiona sus operaciones con la Tarjeta ABC, formando la división Din-ABC Tarjetas de Crédito.
Según estudios del Servicio Nacional del Consumidor de Chile, se ha calificado a la Tarjeta Multicompra Din como la más cara para comprar en Chile, debido a sus altos intereses (Tasa Máxima Convencional) y sus altísimas comisiones (CLP$998 por cuota).[cita requerida]
Debido a esto, muchos clientes han emigrado a otras Tarjetas más económicas, como las tarjetas CMR Falabella, Tarjetas Más (hoy Tarjeta Cencosud-Scotiabank) y Presto (hoy Tarjeta Líder-Bci).